# George I van Saksen-Meiningen
George Frederik Karel (Frankfurt am Main, 4 februari 1761 – Meiningen, 24 december 1803) was van 1763 tot 1803 hertog van Saksen-Meiningen. Hij was de vierde zoon van hertog Anton Ulrich en Charlotte Amalia van Hessen-Philippsthal.
Hij verloor reeds in 1763 zijn vader, waarna zijn moeder namens hem en zijn broer Karel Willem het land bestuurde. Hij groeide op te Meiningen en nam in 1781 dienst in het leger van Oostenrijk, maar verliet dit weer in 1782 om samen met zijn broer het land te regeren. In datzelfde jaar trad hij in het huwelijk met Louise Eleonore van Hohenlohe-Langenburg. Uit deze verbintenis werden drie kinderen geboren:
- Adelheid Louise Theresia Caroline Amelia (1792-1849), gehuwd met Willem IV van het Verenigd Koninkrijk
- Ida (1794-1852) gehuwd met Karel Bernhard, zoon van Karel August van Saksen-Weimar-Eisenach
- Bernhard Erik Freund (1800-1882), hertog van Saksen-Meiningen. Zijn zoon George II van Saksen-Meiningen trouwde met Charlotte van Pruisen een dochter van prinses Marianne der Nederlanden.

George kreeg na Karel Willems dood in 1782 de regering alleen in handen. Hij voerde in zijn land de primogenituur in, waardoor hij slechts door zijn oudste zoon zou worden opgevolgd. Door zijn zuinige beleid en het aanboren van nieuwe bronnen van inkomsten werd de welstand van Saksen-Meiningen verhoogd en kon de niet onaanzienlijke staatsschuld worden afgelost. Hij stierf op 25 december 1803 en werd opgevolgd door zijn minderjarige zoon Bernhard II, namens wie zijn weduwe tot 1821 het land regeerde.